# L'Ami de l'ordre (pièce de théâtre)
Pour les articles homonymes, voir L'Ami de l'ordre (homonymie).
L'Ami de l'ordre est une pièce de théâtre en un acte (et six scènes) de Georges Darien, dont l'action se déroule au moment de la Commune de Paris, alors que les barricades de la Commune sont basculées par les soldats versaillais et que commence la semaine sanglante.

## Présentation et historique
La pièce est créée à Paris au Théâtre du Grand-Guignol le 4 octobre 1898. Darien est, par son âge (9 ans) lors de la Commune, plus proche de L’Enfant que de L’Insurgé de Vallès mais appartient à cette même génération marquée par la violence militaire et politique de certains gouvernants envers une population qui peine à se remettre de la défaite de 1870. Même après l'amnistie des communards en 1880, le sujet est longtemps resté délicat; en effet, Darien est l'un des rares, avec Louise Michel, à prendre ouvertement le parti des communards contre une « élite » gouvernante en place de l'époque (l'écrivain Léon Cladel ayant été condamné ainsi que le journal L’Événement pour sa nouvelle « Trois fois maudite », en 1876, décrivant la destinée d’une femme de communard tombée dans la misère). Une raison plausible étant qu'en 1898, les esprits sont plus occupés par l’affaire Dreyfus que par les fantômes de la Commune de 1871.
Bien que Darien ait écrit Les Chapons dès 1890, en collaboration avec Lucien Descaves, L'Ami de l'ordre est sa première publication, écrite seul (à 27 ans), pour le théâtre et marque le début d'une lignée de neuf pièces pour le théâtre, de 1898 à 1910.
La pièce est dédiée «à Monsieur Francisque Sarcey, ami de l'ordre et bon homme.».

## Personnages
- La pétroleuse
- Marie
- L'abbé
- M. de Ronceville
- M. Bonhomme
- Un officier

## Argument
26 mai 1871, le tocsin résonne dans Paris. La défaite de la "Commune" est consommée. La veille, on s'est battu toute la journée dans les rues et, dans cette artère, la barricade n'est tombée qu'au petit matin.
Les "communards" tiennent encore le haut du quartier mais les soldats de l'ordre sont redescendus vers les boulevards extérieurs afin de les contourner.
L'abbé, accueilli chaleureusement par Marie, est rentré.
Arrêté la semaine précédente, il était depuis prisonnier des insurgés qui ont fusillé monseigneur l'archevêque.
La troupe de l'armée régulière, aux ordres de Thiers, a délivré l'abbé, il y a deux heures.
On sonne. L'abbé va ouvrir.
Entre, sur scène, Mr de Ronceville qui, inquiet pour l'abbé, vient aux nouvelles. Il est royaliste, intransigeant et droit. Son idéal est la justice. Mais, pour lui, en politique la justice est la trique. Il n'a jamais eu qu'un ami : un garibaldien qu'il avait peut-être percé d'une balle et qui est mort, étendu à côté de lui, dans l'ambulance qui les transportait tous les deux.
On sonne. L'abbé va ouvrir.
Entre, sur scène, Mr Bonhomme qui craignait aussi pour la santé de l'abbé. C'est un bourgeois. Il est commerçant. C'est un homme d'ordre, un partisan convaincu de Thiers. Il n'est pas de la "calotte". Il a lu Voltaire.
Mr Bonhomme raconte ce qu'il a vu en chemin. Il fait une description implacable de l'apocalypse, de ce cruel charnier que sont devenues les rues de Paris.
Il évoque les convois de prisonniers qui, enchaînés, deux par deux, entre deux haies de cavaliers, vont vers Versailles.
Il se réjouit du massacre des communards, des pelotons d'exécution.
Il a vu un prêtre dénoncer Eugène Varlin, un ouvrier relieur, très convaincu, très modéré, qui s'était déclaré hostiles aux mesures de rigueur, opposé aux actes de barbarie. L'abbé est un homme miséricordieux, un véritable homme de Dieu. Son église est celle du pardon. Par cette dénonciation, il porte désormais une tache sur sa soutane qu'il ne pourra laver que par le salut d'un ou plusieurs proscrits de la Commune.
On Sonne. L'abbé va ouvrir.
Entre, sur scène, une pétroleuse...